# Lakewood (Zamboanga del Sur)
Lakewood (Bayan ng Lakewood) är en kommun i Filippinerna. Kommunen ligger på ön Mindanao, och tillhör provinsen Zamboanga del Sur. Folkmängden uppgår till 16 317 invånare.
Lakewood är indelat i 14 barangayer.